# Acton Reynald Hall

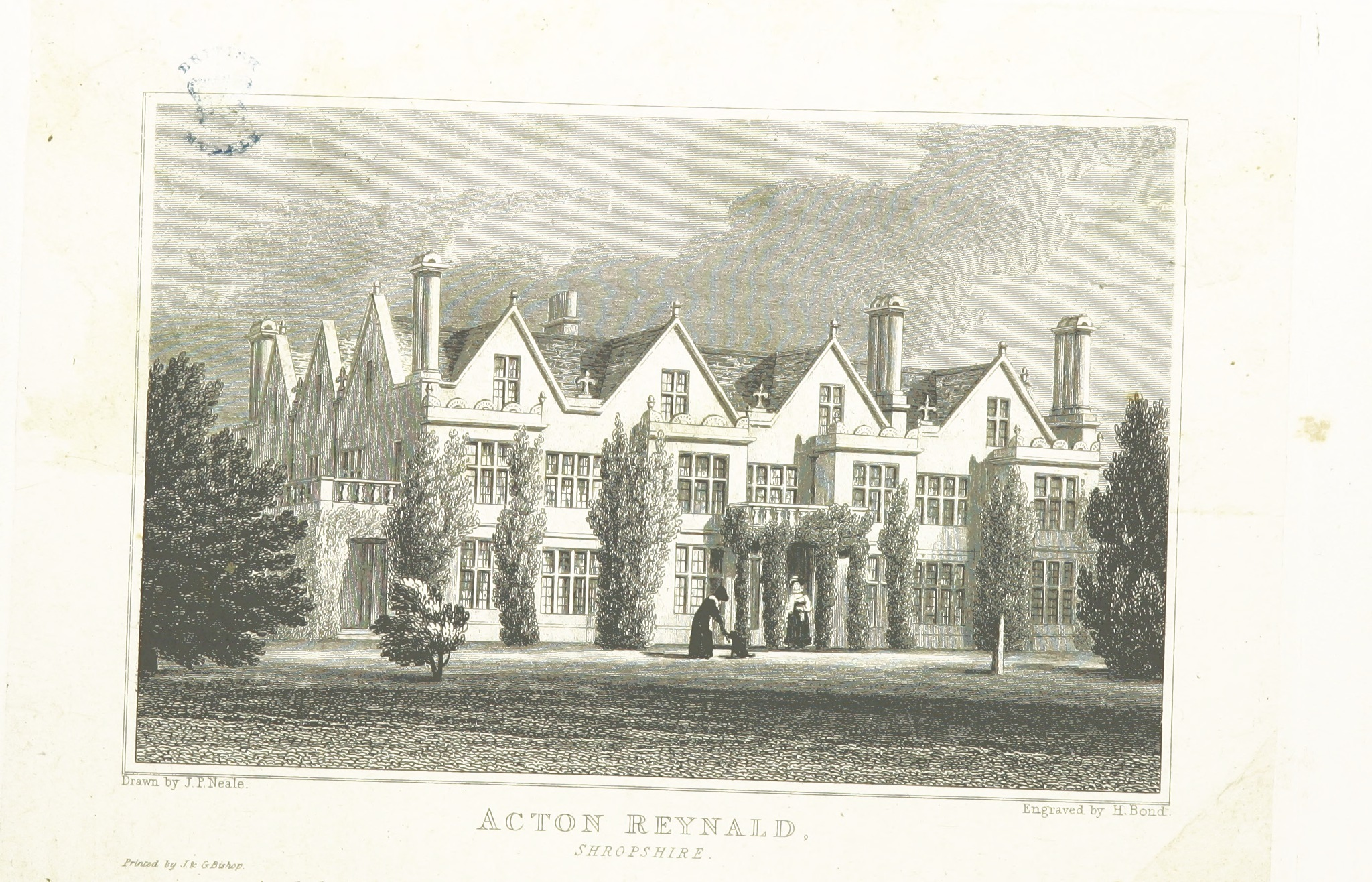
Acton Reynald Hall 1826

Acton Reynald Hall ist ein Landhaus im Dorf Acton Reynald in der englischen Grafschaft Shropshire. English Heritage hat das Anfang des 19. Jahrhunderts errichtete Haus als historisches Bauwerk II*. Grades gelistet.
Die Familie Corbet gab ihre nahegelegene Familienresidenz Moreton Corbet Castle um 1800 auf, nachdem ihr Landhaus aus dem 17. Jahrhundert für die Nutzung durch die Familie vergrößert und modernisiert worden war. Sir Andrew Corbet beauftragte den Architekten John Hiram Haycock (1759–1830) mit dem Entwurf des neuen Landhauses. Er entwarf es in neojakobinischem Stil. Die östliche Eingangsfassade mit sieben Jochen und drei Stockwerken enthält drei Joche und eine toskanische Vorhalle aus der Zeit von 1610 bis 1625. Das Hauptgebäude, das aus der Zeit um 1800 stammt, wurde um 1840 um Flügel für die Dienerschaft und 1893 um weitere Verbesserungen erweitert.
Das gesamte Dorf Acton Reynald wurde in den 1840er-Jahren zusammen mit etlichen Bauernhöfen abgerissen, um Platz für die Anlage des Parks zu schaffen.
Von 1919 bis 1995 war in dem Landhaus eine Mädchenschule untergebracht. Heute ist es wieder ein Privathaus.